# Lait (Mau-Nuno)
Lait ist eine osttimoresische Siedlung im Suco Mau-Nuno (Verwaltungsamt Ainaro, Gemeinde Ainaro).

## Geographie und Einrichtungen
Das Dorf Lait liegt im Süden der Aldeia Aileu auf einer Meereshöhe von 625 m. Die Region ist nur über eine Piste mit Mau-Nuno, dem Hauptort des Sucos verbunden, der in Luftlinie vier Kilometer weiter nördlich liegt. Die Gebäude stehen in einer Rodungsinsel in Ost-West-Richtung auf dem Rücken einer Anhöhe aufgereiht. Wald umgibt die Siedlung. Nördlich verläuft ein Zufluss des Mola. Die Siedlung verfügt über eine Grundschule.